# Lundegård (Vordingborg Kommune)
 For alternative betydninger, se Lundegård. (Se også artikler, som begynder med Lundegård)
Lundegård er en landsby på Sydsjælland. Lundegård ligger i Skibinge sogn, i Vordingborg Kommune under Region Sjælland. Landsbyen er beliggende lidt sydøst for Præstø mellem Præstø og Jungshovedgaard.
Tidligere lå Lundegård i Bårse herred, Præstø amt og fra 1970-2006 i Storstrøms amt.